# José de Abreu (militar)
José de Abreu (San Carlos, Maldonado, Uruguay, 1770-Rosário do Sul, Río Grande del Sur, 20 de febrero de 1827), fue el primer y único barón de Cerro Largo, un militar y noble del Reino de Portugal y luego del Imperio de Brasil. 
Finalizados sus estudios primarios siguió la carrera de las armas. Al servicio del Reino Unido de Portugal, Brasil y Algarve, combatió a los españoles en todas las campañas desde 1801 a 1827, en las invasiones a las Misiones Orientales y a la actual de provincia de Misiones en el marco de la Invasión Portuguesa de 1816. Cumplió misiones de inteligencia y diplomacia en Paraguay hacia 1812-1816. 
Tras la Independencia de Brasil, siendo comandante de caballería y mariscal de campo, en 1822 fue nombrado "gobernador de las armas" de Río Grande del Sur, al mando de todas las fuerzas del imperio en dicha provincia, y recibió de Pedro I el título de barón el 12 de octubre de 1825, el mismo día que las fuerzas brasileñas eran derrotadas en la Batalla de Sarandí. 
Al comenzar la Guerra del Brasil en 1825, invadió el Uruguay. Separado del cargo de gobernador, dejó la vida pública pero dadas las derrotas de Brasil en la campaña, remontó un regimiento de voluntarios en San Gabriel y partió al frente de batalla. 
Fue herido en la batalla de Ituzaingó, muriendo poco después.